# Belägringen av Varberg
Belägringen av Varberg under nordiska sjuårskriget ägde rum 11-14 november 1569.
I början av kriget hade danskarna erövrat Älvsborg, men svenskarna hade ändå skaffat sig en hamn i väster genom Varbergs erövring 1565. Detta retade kung Fredrik II, som beslöt att återta Varbergs slott. De danska trupperna under Daniel Rantzaus befäl nådde Varberg den 12 oktober 1569. Från klippan söder om slottet började man den 11 november att beskjuta slottet. Svenskarna besvarade elden, varpå Rantzaus huvud slets bort av en kanonkula. Kung Fredrik II övertog då befälet personligen, och beskjutningen fortsatte. Den svenska befälhavaren Bo Birgersson (Grip) stupade den 14 november, varefter fästningen kapitulerade mot fritt återtåg.
Klippan från vilken danskarna besköt slottet kallas idag Rantzauklippan efter Daniel Rantzau. På klippan finns idag ett monument till befälhavarens minne. Det visar Rantzaus porträtt och inskriptionen Diversa tempore diverse fata, latin för "Skilda tider, skilda öden".

### Skriftliga källor
- Blom, Lennart (1993). Varberg - en kommuns historia. Carlssons Boktryckeri AB. ISBN 91-630-1470-X
- Sundberg, Ulf. Svenska krig 1521-1814 ISBN 9189660102
- Ericson Wolke, Lars. Svenska slagfält. Stockholm, Wahlström & Widstrand, 2003 ISBN 9146202250
- Rosander, Lars. Sveriges fältmarskalkar : svenska fältherrar från Vasa till Bernadotte ISBN 9189442059
- Sundberg, Ulf. Svenska freder & stillestånd 1249-1814. Hargshamn, Arete, 1997 ISBN 9189080017